# Золотушник канадський
{{#ifeq:0|0|{{#if:|{{#if:Solidagocanadensis|[[]}}|}}}}
Золоту́шник кана́дський або золоту́шник канаді́йський (Solidago canadensis) — вид рослин з родини айстрових, поширений у Канаді й США; натуралізований у Європі, Австралії, Новій Зеландії. Входить до переліку інвазійних видів України.Категорія:Інвазійні рослини в Україні

## Опис
Багаторічна трав'яниста рослина 60–120(250) см заввишки. Стебло по всій довжині опушене. Крайові язичкові квітки майже однієї довжини з серединними трубчастими. Кореневища від коротких до довгих, повзучі. Листки: базальні 0; від низу до середини стебла, зазвичай в'януть при цвітінні, звужуються до сидячих основ, листкові пластини вузько-яйцювато-ланцетні, 50–190 × 5–30 мм, край зубчастий, верхівки загострені; нижня поверхня гола або несильно волосиста вздовж основних жилок; верхня поверхня гола або злегка шорстка. Квітки золотисто-жовті.

## Поширення
Поширений у Канаді й США; натуралізований у Європі, Австралії, Новій Зеландії; також культивується. S. canadensis добре підходить для харчування домашніх тварин, таких як ВРХ або коні.
В Україні вид зростає в садах, парках, на квітниках — на всій території, рідко.

## Галерея

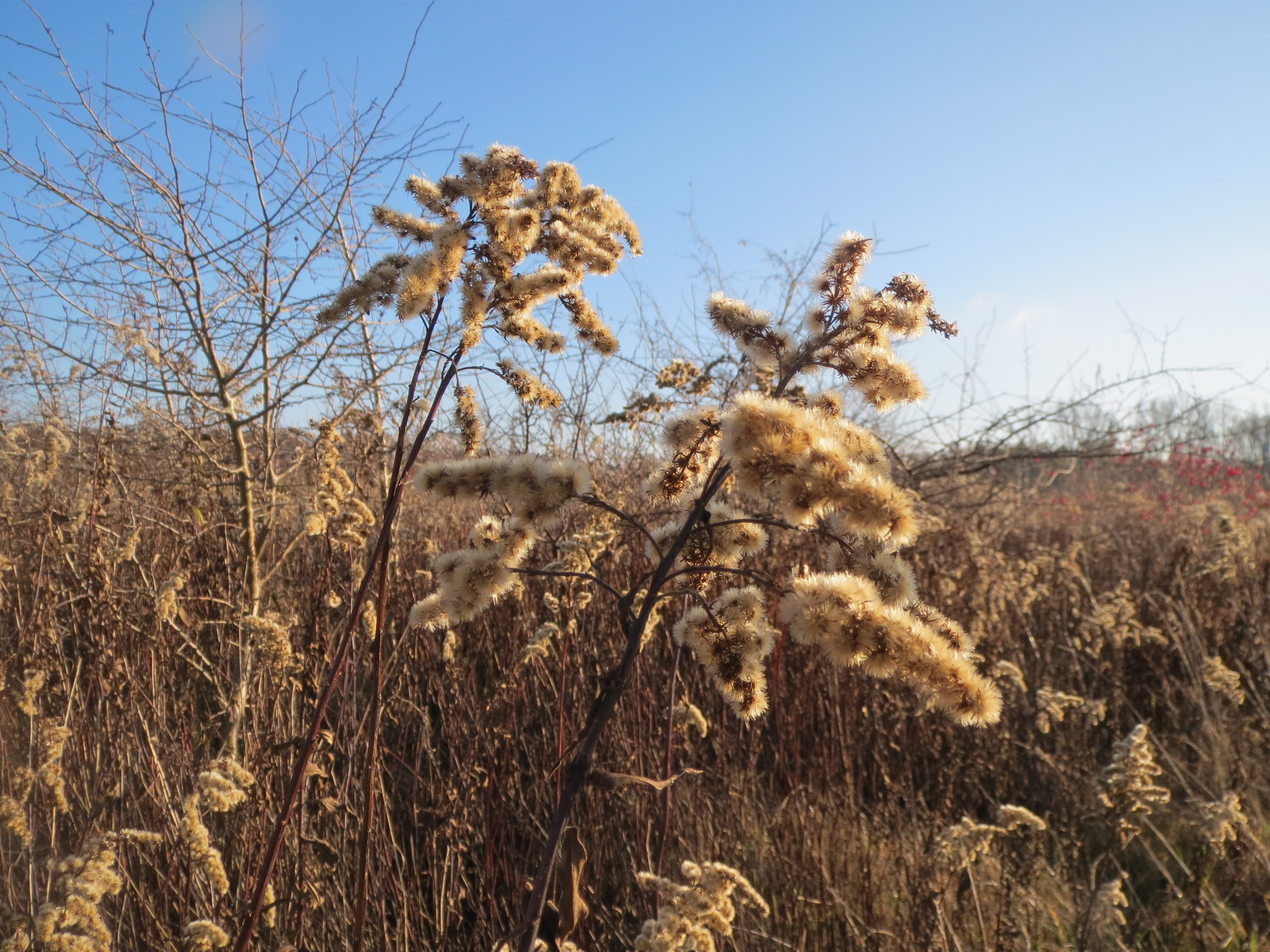
рослина взимку
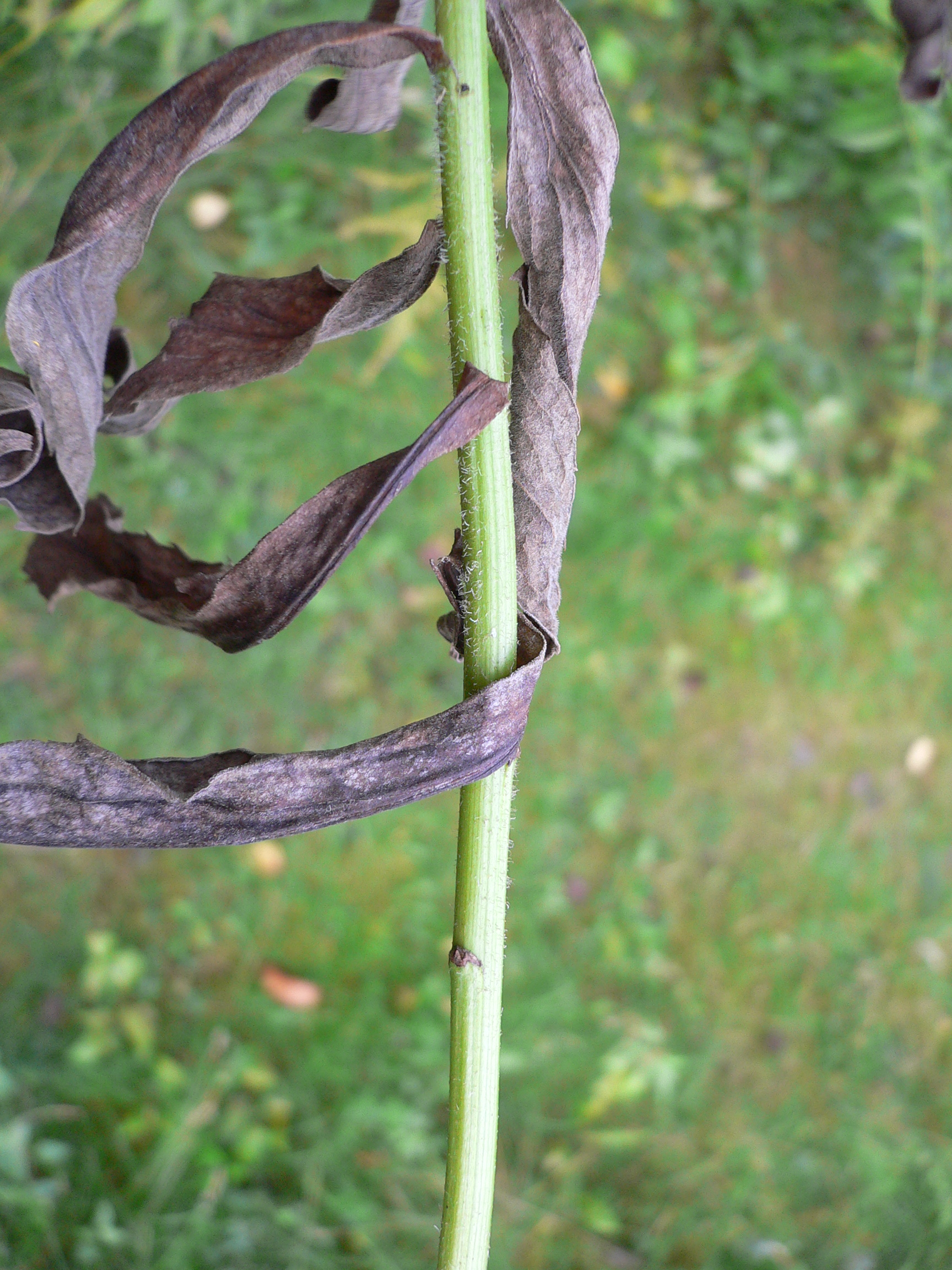
стебло
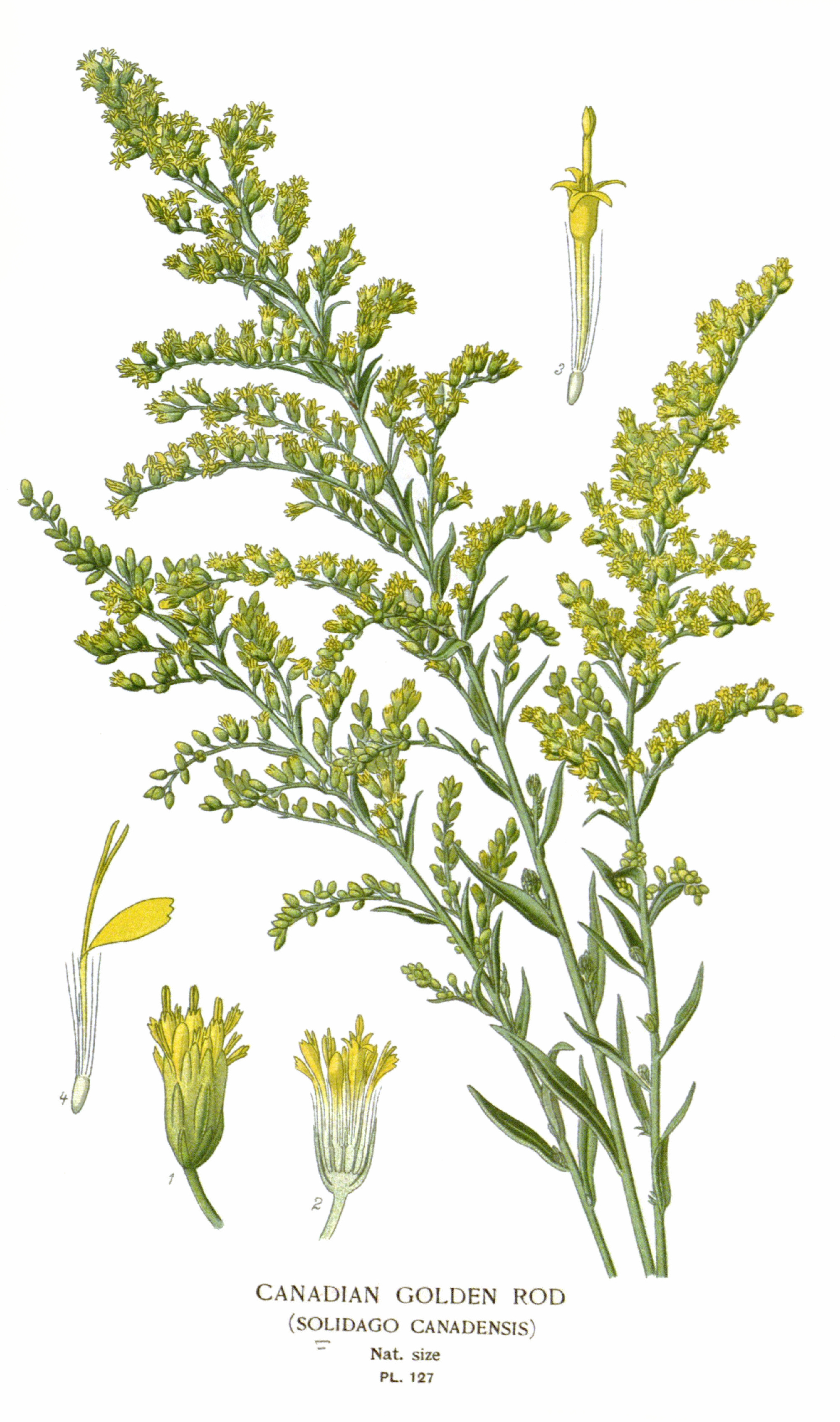
ілюстрація